# John Stanier
John Stanier (ur. 2 sierpnia 1968 w Baltimore) – amerykański perkusista, w latach 1989–1998 członek zespołu Helmet, współzałożyciel i od 2002 roku członek zespołu mathrockowego Battles.
Znany jest ze swoich precyzyjnych ruchów, minimalistycznego zestawu perkusyjnego i wysoko ustawionego talerza ride Zildjian K. Wpływ na jego styl miał głównie Neil Peart, a także Billy Cobham, Bill Bruford, Terry Bozzio, Carl Palmer i Lenny White.

## Życiorys

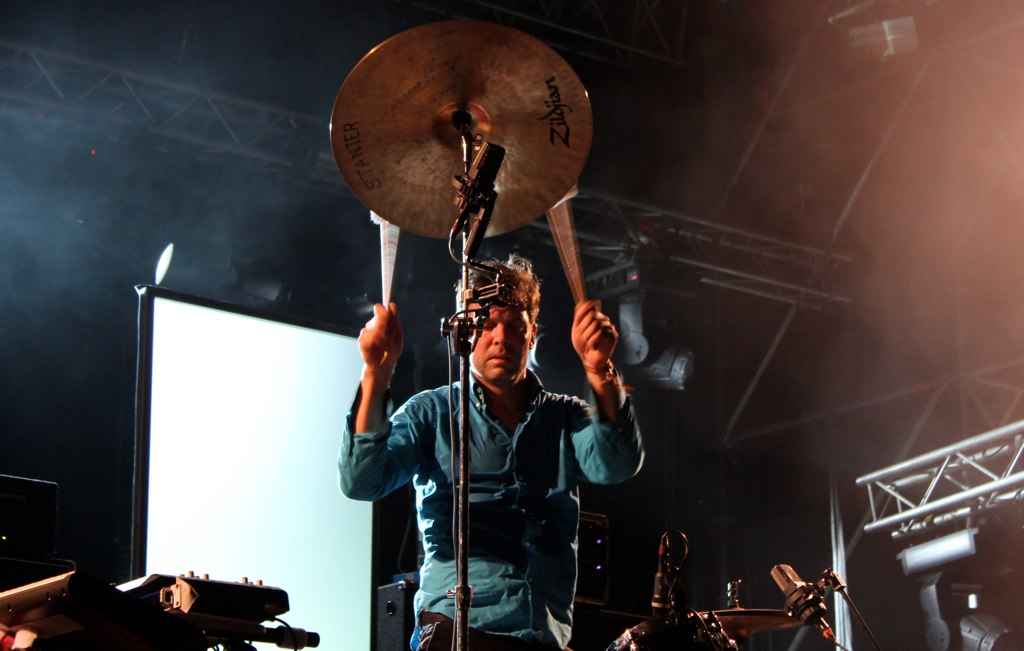
John Stanier w zespole Battles podczas festiwalu Primavera Sound 2011

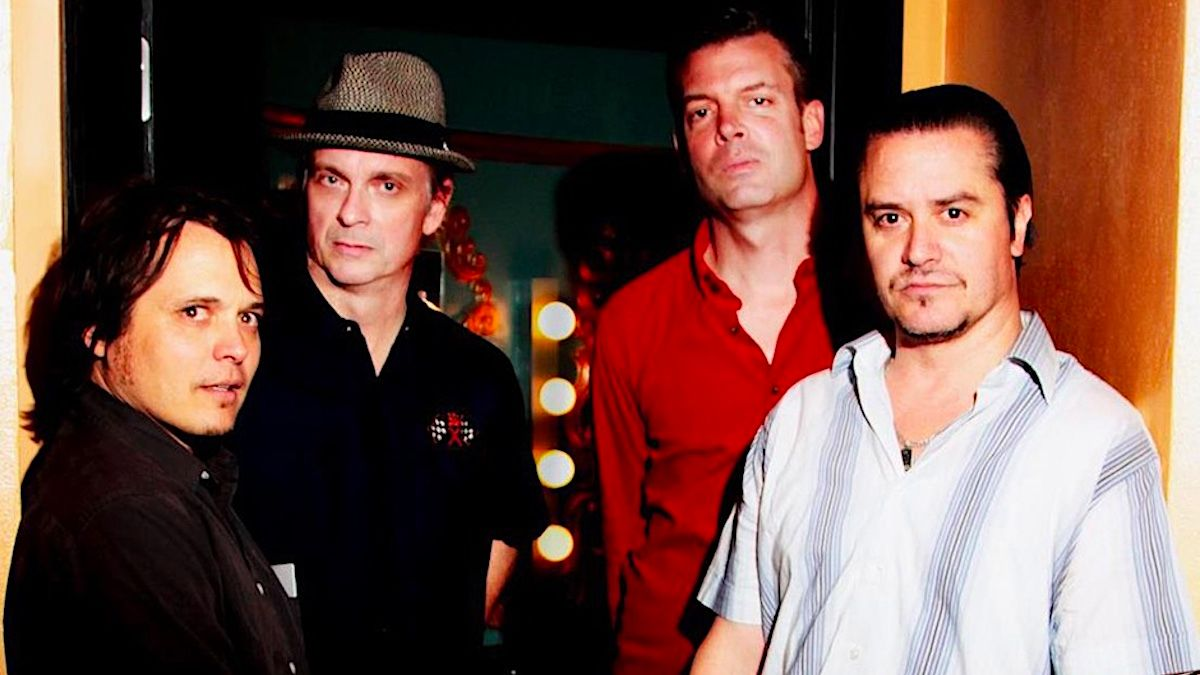
John Stanier (trzeci od lewej) z członkami grupy Tomahawk (2013)

Dorastał w Pittsburghu, a następnie na Florydzie. Grał z korpusem perkusyjnym, a także studiował przez dwa lata grę na instrumentach perkusyjnych na University of South Florida.
Wszedł jako perkusista do założonego w 1989 roku zespołu rockowego Helmet. Pierwszą płytą, którą opracował wraz z zespołem, był Strap It On z 1990 roku, a dwa lata później Meantime. Wraz z Pagem Hamiltonem i Henrym Bogdanem współpracował z grupą rapową House of Pain przy utworze „Just Another Victim” do filmu Sądna noc z 1993 roku. W 1994 roku wydał z zespołem Helmet album Betty, a w 1997 roku Aftertaste. Pod koniec 1998 roku doszło do rozpadu zespołu, po czym Stanier zaczął występować jako DJ, a także chciał wrócić do gry w zespole.
W 1999 roku w Nashville został założony zespół metalu awangardowego Tomahawk, którego Stanier został członkiem. Ich debiutancki album o tym samym tytule został wydany w 2001 roku. W kolejnych latach nagrał z zespołem albumy: Mit Gas w 2003 roku, Anonymous w 2007 roku, Oddfellows w 2013 roku i Tonic Immobility w 2021 roku.
W 2001 roku zadebiutował w australijskim zespole The Mark of Cain. Brał udział przy nagraniu singla „Retaliate” z albumu This Is This.
W 2002 roku założył wraz z gitarzystą i keyboardzistą Ianem Williamsem, basistą i gitarzystą Davem Konopką oraz gitarzystą, klawiszowcem i wokalistą Tyondaiem Braxtonen zespół Battles. Debiutancki minialbum grupy, EP C, wydany został przez wytwórnię Monitor Records w czerwcu 2004 roku, a w maju 2007 roku opublikowali debiutancką płytę studyjną Mirrored, która zdobyła szerokie uznanie krytyków. W 2010 roku zespół opuścił Braxton, a w 2018 roku Konopka i od tego czasu Stainer wraz z Willimasem zaczęli występować w Battles jako duet.
Współpracował także jako perkusista przy nagrywaniu albumów dla następujących zespołów i artystów: Pitchshifter, Primer 55, Align, Cage, Melissa Auf dr Maur, Prefuse 73, The Field i Rone.
Mieszka na Brooklynie.

## Dyskografia

### Helmet
- Strap It On(inne języki) (1990)
- Meantime (1992)
- Betty(inne języki) (1994)
- Aftertaste(inne języki) (1997)

### The Mark of Cain
- This Is This (2001)
- Songs of the Third and Fifth(inne języki) (2012)[12]

### Tomahawk
- Tomahawk(inne języki) (2001)
- Mit Gas(inne języki) (2003)
- Anonymous(inne języki) (2007)
- Oddfellows(inne języki) (2013)
- Tonic Immobility(inne języki) (2021)

### Battles
- Mirrored (2007)
- Gloss Drop(inne języki) (2011)
- La Di Da Di(inne języki) (2015)
- Juice B Crypts(inne języki) (2019)